# Alphacademy
Az Alphacademy egy oktatással, tehetséggondozással foglalkozó szervezet, mely informatika (programozási) és matematika szakköröket tart.

## Szakkörök
A szakkörök kiscsoportos oktatásban, 10 és 20 fő közötti létszámmal, a felmért tudás szerinti bontásban zajlanak. A programozásszakkörök folyamán a fiatalabb diákok Logo, az idősebbek pedig C++ programnyelven tanulnak. A tudásszint szerinti bontásban kezdő, középhaladó és versenyprogramozásra specializálódó csoportok indulnak. A szakkörök online zajlanak.
A szakköröket tartó tanárok közül sokan korábbi tanítványok. Az oktatók közül sokan már középiskolában is előkelő helyen szerepeltek hazai és nemzetközi informatikaversenyeken, például az IOI-on, a CEOI-n és az OKTV-n. Ma többen a  Cambridge-i egyetemen, vagy más elismert külföldi felsőoktatási intézményben hallgatnak informatikát vagy matematikát.

## Módszertan
A szakkörök a felfedeztető oktatás módszerét használják: ennek célja, hogy a diákok minél kevésbé egy készen kapott, a tanár által elmondott tananyagot dolgozzanak fel, sokkal inkább önálló vagy csoportos problémamegoldáson keresztül fedezzék fel az összefüggéseket. A szakköröknek a technikai, szakmai tudáson kívül célja az egymás iránti tisztelet és a csoportmunka oktatása is.

## Eredmények
2020-ban a Nemes Tihamér Nemzetközi Programozás Verseny döntőjében az 5-8.-os kategóriában az első 11 versenyzőből 9 diák az Alphacademy szakkörök diákjai közül került ki.